# Agrinio (gmina)
Agrinio (gr. Δήμος Αγρινίου, Dimos Agriniu) – gmina w Grecji, w administracji zdecentralizowanej Peloponez, Grecja Zachodnia i Wyspy Jońskie, w regionie Grecja Zachodnia, w jednostce regionalnej Etolia-Akarnania. Siedzibą gminy jest Agrinio. W 2011 roku liczyła 94 181 mieszkańców. Powstała 1 stycznia 2011 roku w wyniku połączenia dotychczasowych gmin: Agrinio, Parawola, Parakambilia, Stratos, Neapoli, Angelokastro, Panetoliko, Arakintos, Makrinia i Testiis.